# Miguel Bernardeau
Miguel Bernardeau Duato (Valencia, 12 dicembre 1996) è un attore spagnolo, noto principalmente per il ruolo di Guzmán nella serie televisiva Élite.

## Biografia
Miguel Bernardeau Duato è nato a Valencia il 12 dicembre 1996.
È figlio di Ana Duato e nipote di Nacho Duato.
Ha studiato arte drammatica negli Stati Uniti, passando da due delle più prestigiose scuole di interpretazione del paese: il Santa Monica College e l'Accademia americana di arti drammatiche. 
Una volta in Spagna, ha iniziato la sua carriera professionale nel mondo della recitazione. 
Ha ottenuto la notorietà interpretando Guzmán Nunier Osuna nella serie TV Élite trasmessa su Netflix.

## Filmografia

### Cinema
- Es por tu bien, regia di Carlos Therón (2017)
- Ola de crímenes, regia di Gracia Querejeta (2018)

### Televisione
- Cuéntame cómo pasó - serie TV, 1 episodio (2016)
- Inhibidos - serie TV (2017)
- Sabuesos - serie TV, 8 episodi (2018)
- Élite - serie TV, 24 episodi (2018-2021)
- Caronte - serie TV (2019-in corso)
- Élite - Storie brevi (Élite: historias breves) – miniserie TV, 6 episodi (2021)
- Todo lo otro - serie TV, (2021)
- 1899 - serie TV, (2022)
- La última - serie TV, (2022)
- Amore e vendetta - Zorro (Zorro) - serie TV (2024)

### Doppiatore

#### Lungometraggi
- Spellbound - L'incantesimo (Spellbound), regia di Vicky Jenson (2024)

## Doppiatori italiani
Nelle versioni in italiano nelle opere in cui ha recitato, Miguel Bernardeau è stato doppiato da:
- Fabrizio De Flaviis in Élite, Élite - Storie brevi, Amore e vendetta - Zorro
- Manuel Meli in 1899